# Frühgold
Frühgold ist eine vorwiegend festkochende, lang fallende Speisekartoffel, der sehr frühen Reifegruppe mit einer geringen Neigung zur Schwarzfleckigkeit. Frühgold zeichnet sich durch eine rot-violette Blüte aus. Sie hat eine ausgeprägte Keimruhe. Das macht sie zum einen gut lagerfähig, zum anderen sollte sie vorgekeimt werden.
Die Knollen sind eher länglich geformt, die Größensortierung ist ausgeglichen. Gegen die Biotypen Ro1 und Ro4 der Goldnematode ist sie resistent. Zugelassen wurde die Sorte im Jahr 2004. Geschmacklich schneidet Frühgold etwas schlechter ab, bei der Ernte ist auf ein schonendes Roden zu achten.